# Santiago (Cap Verd)
Santiago (en Crioll capverdià: Santiagu), amb una població d'aproximadament 250.000 habitants, és l'illa més gran de Sotavento, a Cap Verd. És a 56 km est de l'illa de Fogo, a 24 km oest de l'illa de Maio, i és la més important de l'arxipèlag. Té 56 km de longitud màxima per 27 d'amplada des de la punta de Säo Francisco fins al rierol de l'Infern, amb una extensió superficial de 979 km² Les seves costes presenten nombrosos accidents geogràfics; els més notables són el cap de Tarrafal al nord, els de Santiago i Säo Francisco a l'est, la punta de Bisendas i la Temerosa al sud, i les de l'Infern i Ribeira da Basca a l'oest.

## Ports
El port més important és el de la ciutat de Praia, és la costa meridional, net i segur. A l'extrem oposat de l'illa hi ha el de Tarrafal, d'excel·lents condicions també, però menys freqüentat que el de Praia. Entre la resta figuren el de Ribeira Grande o Cidade Velha, al litoral sud, i els de Santo Thomé, Säo Domingos, Porto Fundo, Calheta de Säo Miguel, Ribeira da Prata, Rineäo, Gouveia i Calheta de Säo Martinho. També hi ha el port de Santiago, a la costa Oriental est, poc segur per la freqüència de forts vents del nord-est, i per aquest motiu és visitat principalment per embarcacions de cabotatge

## Geografia
Hi destaquen les muntanyes de Pico da Antónia i la Serra da Malagueta, la feligresia de Santiago, distribuïda en petits pobles i llogarets. La punta de Santiago al sud de la badia de Malagueta, i la vall de Santiago, fèrtil, a 10 km de la ciutat de Praia
El sòl de l'illa és molt muntanyós. La travessa, en direcció nord a sud una serralada de basalt, en la qual s'hi mesclen en alguns llocs el calcari, l'argila i les laves. Al centre de la carena, i a 1.485 m, s'eleva el pic de Säo Antonio, de forma quasi cònica, que constitueix el punt culminant de l'illa. A més, vers el sud hi ha la serra d'Orgaos, i cap al nord la muntanya dels Dos Pics o Lestoes, més enllà de la qual s'aixequen els cims de Tarrafal, que són els primers a veure's quan s'aborda l'illa per la part nord.
Santiago, a diferència de les altres illes de Cap Verd, és abundosa en aigües potables, i la travessen molts petits rius i rierols que es transformen en corrents cabalosos en èpoques de pluges. El clima varia segons els diversos punts de l'illa, si bé en alguns llocs alts és temperat i salubre.

## Divisió administrativa

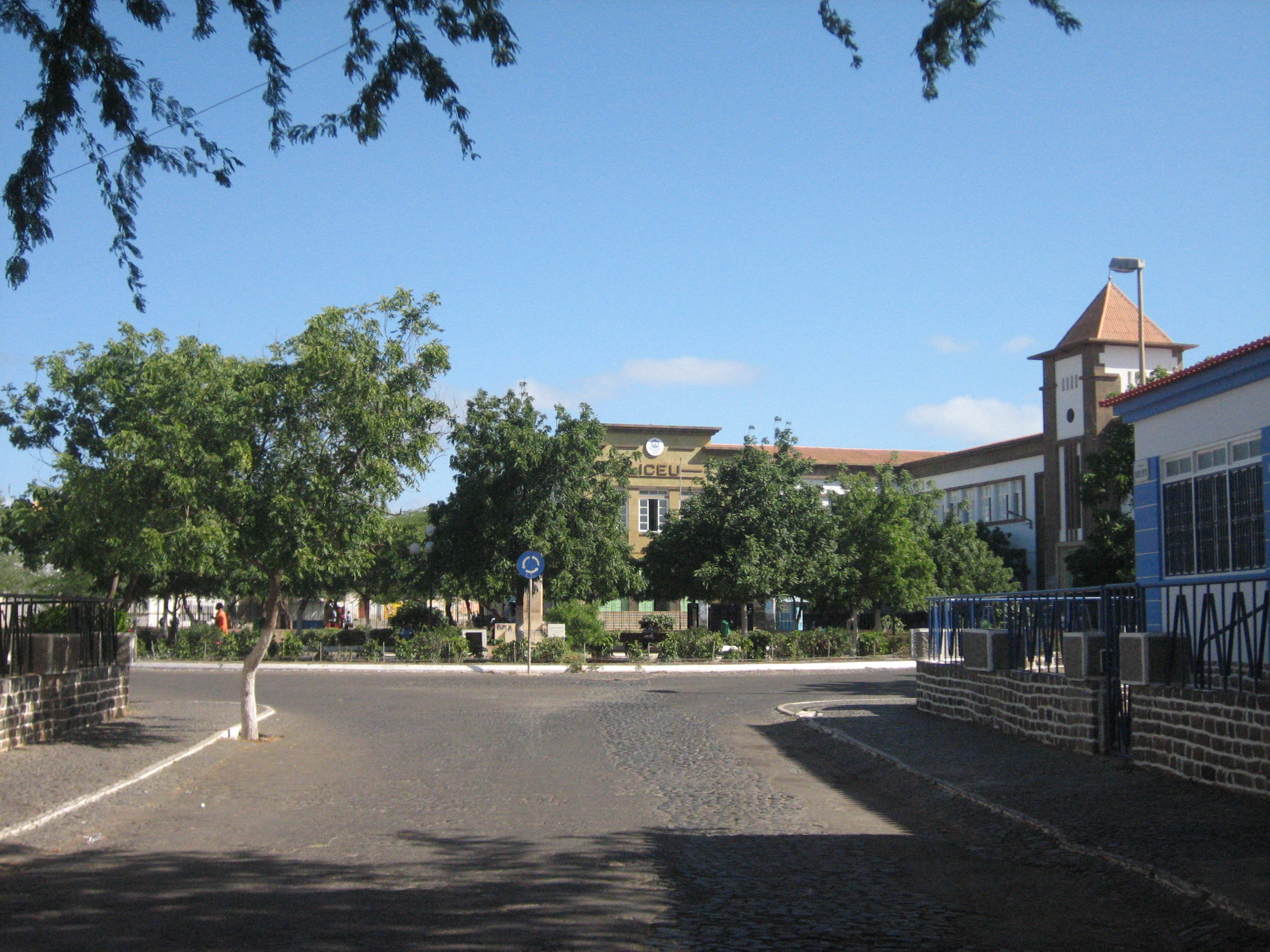
Plaza Domingos Ramos, Praia

L'illa de Santiago està dividida en 9 municipis:
- Praia
- Ribeira Grande de Santiago
- Santa Catarina
- Santa Cruz
- São Domingos
- São Lourenço dos Órgãos
- São Miguel
- São Salvador do Mundo
- Tarrafal

Les principals localitats són la capital del país Praia (130.271 hab.), seguida d'Assomada (12.332 hab.), Pedra Badejo (9.859 hab.), Tarrafal (6.656 hab.), Chão Bom (5.166 hab.), Calheta de São Miguel (3.175 hab), São Domingos (2.818 hab.), Achada Fazenda (2.592 hab.), Ribeira da Barca (2.317 hab.), Achada Lém (2.088 hab.), Cancelo (2.042 hab.), Santa Cruz (2.019 hab.)

## Demografia
La població ha evolucionat segons la següent taula:
| Gràfica d'evolució demogràfica de Santiago entre 1940 i 2010 |
|                                                              |

## Economia
L'agricultura és la font principal de riquesa de l'illa; s'hi conrea en gran quantitat mill, tabac, sucre de canya, cafè, taronges, batates, etc. La ramaderia també és molt important. La indústria manufacturera, — tintes, cordes, estores, cistells, matalassos i objectes de terrissers —que anys endarrere estava postergada a les poblacions de l'interior ara també s'ha anat imposant. En alguns punts s'hi troben pedreres de guix i de calç. A la costa hi abunda el corall i la pesca. El comerç és important. Els articles exportables són els de la pesca i l'agricultura en general. Creuen l'illa algunes carreteres i per cable submarí es posen amb comunicació amb Sao Vicente.

## Història
L'illa de Santiago fou descoberta l'1 de maig de 1460 pel genovès António de Noli i Diogo Gomes. L'any següent començà la colonització amb algunes famílies portugueses de l'Algarve, que van establir la primera colònia a Ribeira Grande (actual Cidade Velha). La ciutat va prosperar com a lloc de compra i venda d'esclaus. El 1489 fou donada al duc de Beja, i va ser dividida en dues capitanies, una de les quals, l'anomenada del Nord, fou suprimida el 1505. El 1775 una gran sequera reduí de manera considerable la població. La vulnerabilitat de la seva costa, exposada als constants atacs de pirates i corsaris, va fer que la capital es mudés a la ciutat de Praia en 1770. Els pirates més famosos que van atacar Ribeira Grande van ser Francis Drake en 1585 i Jacques Cassard en 1712.

## Personalitats cèlebres
- António Mascarenhas Monteiro – ex-president
- Arménio Vieira — escriptor
- Carlos Alberto Martins (Katchás) – músic
- Gregório Vaz (Codé di Dona) - músic i compositor
- Jorge Barbosa – escriptor
- José Maria Neves – polític
- Mário Lúcio - músic i escriptor
- Orlando Monteiro Barreto (Orlando Pantera) – músic
- Osvaldo Furtado (Vadú) - cantant
- Arlindo Gomes Furtado - cardenal i bisbe de Santiago